# Estral Beach
Estral Beach – wieś w Stanach Zjednoczonych, w stanie Michigan, w hrabstwie Monroe.